# 9428 Angelalouise
9428 Angelalouise è un asteroide della fascia principale. Scoperto nel 1996, presenta un'orbita caratterizzata da un semiasse maggiore pari a 2,7093076 UA e da un'eccentricità di 0,1820820, inclinata di 17,56532° rispetto all'eclittica.